# Andrea Ferro (politico)
Andrea Ferro (Tivoli, 23 aprile 1972) è un politico italiano.

## Biografia
Dal 2010 al 2013 è stato consigliere comunale a Tivoli.
Alle elezioni politiche del 2013 viene eletto deputato della XVII Legislatura nella circoscrizione Lazio 1 nelle liste del Partito Democratico.
Nel marzo del 2018 si candida al consiglio regionale del Lazio, non risultando eletto.